# Saison 3 de Bleach
Cet article présente la saison 3 de Bleach.

## Saison 3
Cette saison a été diffusée du 26 juillet 2005 au 10 janvier 2006 (épisodes 42 à 63) sur TV Tokyo. Elle est composée de 22 épisodes.
Le prégénérique dure quelques secondes et est narré par Ichigo. Il raconte son but en tant que Shinigami et les images montrent des extraits de ses combats contre Renji, Gin et Zaraki.
Le générique d'ouverture intitulé Ichirin No Hana (一輪の花) est interprété par le groupe de rock japonais High and Mighty Color. Il débute sur une fleur blanche dont un des pétales tombe, puis de brèves images sur les personnages clés de cette saison se terminant sur Rukia et Ichigo. Ensuite, les amis d'Ichigo puis les capitaines se battent. Le générique se termine sur des Menos Grande déchirant le ciel.
Le premier générique de fin (épisodes 52 à 63) intitulé Life est interprété par la chanteuse de J-Pop/Rock YUI. Cela se passe au crépuscule, Orihime, Ishida et Chad regarde le ciel puis les shinigamis à la Soul Society. Et de nouveau Ichigo et ses amis regardant le soleil couchant.
Le deuxième générique de fin (épisodes 64 à 74) s'appelant My Pace est interprété par SunSet Swish. Il présente les Mod Souls Ririn, Claud, Nova et Kon, les trois premiers sous leurs formes humaines et peluches et Kon seulement en peluche.
| No | Titre français                                                           | Titre japonais                     | Titre japonais                                     | Date de 1re diffusion |
| No | Titre français                                                           | Kanji                              | Rōmaji                                             | Date de 1re diffusion |
| --- | ------------------------------------------------------------------------ | ---------------------------------- | -------------------------------------------------- | --------------------- |
| 42 | Yoruichi, maître de la vitesse, danse !                                  | 瞬神夜一、舞う！                   | Shunjin Yoruichi, mau!                             | 26 juillet 2005       |
| [Chapitres 118-119-120] - Yoruichi endort Ichigo en le frappant, ce qui lui permet d'insérer un produit paralysant dans la blessure qu'il a eue à la suite de son combat contre Zaraki avant de battre en retraite, ayant l'intention d'entraîner Ichigo. Ukitake appelle Sentarô Kotsubaki et Kiyone Kotetsu, ses co-lieutenants, leur confiant le soin de ramener Hanatarô à la 4e division, faire soigner Ganju avant de le mettre aux arrêts et ramener Rukia dans la tour des regrets. Étant le supérieur hiérarchique de Rukia, Ukitake a déjà engagé une discussion avec le Central 46, la juridiction suprême de la Soul Society, car il trouve la peine exagérée et souhaite faire annuler la condamnation. Pendant ce temps, Orihime assomme deux Shinigamis avant de prendre leurs uniformes pour qu'Uryû et elle puissent se déplacer incognito. À son réveil, Ichigo agresse Yoruichi car il voulait sauver Rukia mais la jeune femme lui annonce qu'il doit s'entraîner car il n'a pas encore le niveau de vaincre Byakuya. Elle lui apprend que son Zanpakutô est déjà transformé, étant au stade « Shikai ». Yoruichi veut apprendre à Ichigo une transformation plus puissante, le « Bankai », que seuls les meilleurs Shinigamis savent utiliser et qui est nécessaire pour devenir capitaine, la seule exception étant Kenpachi Zaraki du fait de sa surpuissance. Il faut généralement dix ans pour qu'un Shinigami apprenne le Bankai mais grâce à la méthode de Yoruichi, Ichigo pourra l'apprendre en trois jours. Note : Cet épisode débute l'arc majeur « Sauvetage de Rukia ». |                                                                          |                                    |                                                    |                       |
| 43 | Le Méprisable Shinigami                                                  | 卑劣な死神                         | Hiretsu na Shinigami                               | 2 août 2005           |
| [Chapitres 120-121-122-123] - Orihime et Uryû, dans leur nouvel uniforme de Shinigami, rencontrent Makizô Aramaki, 10e officier de la 11e division. Aramaki est ivre mais remarque l'insigne de la 12e division sur les habits d'Orihime qui prétend être de la 11e. Soudain, Aramaki est assommé par des Shinigamis de la 12e division venus soi-disant secourir Uryû et Orihime. Uryû flaire le piège et les Shinigamis meurent tous dans une explosion causée volontairement par leur capitaine, le redoutable Mayuri Kurotsuchi. Ce dernier veut faire d'Orihime sa cobaye mais Uryû engage le combat contre Mayuri, ordonnant à Aramaki d'emmener Orihime loin du combat. La jeune fille n'est pas de cet avis et mord Aramaki mais ce dernier l'assomme car il n'a aucune envie de revenir sur les lieux du combat entre Mayuri et Uryû. Le capitaine libère son Zanpakutô, Ashizogi Jizô, et grâce à l'intervention de Nemu, sa vice-capitaine qui gêne le Quincy, il parvient à les paralyser tous les deux. Nemu se fait ensuite frapper par Mayuri, sous les cris d'Uryû qui lui demande d'arrêter. Mayuri révèle à Uryû que le dernier Quincy qu'il a vu était un vieillard qui appelait sans cesse son petit-fils, il a orchestré sa défaite puis l'a disséqué pour ses expériences. Il donne une photo à Uryû, qui reconnait le cadavre de son grand-père. Il entre alors dans une colère noire pour venger son grand-père et maître. |                                                                          |                                    |                                                    |                       |
| 44 | Ishida, les limites du pouvoir !                                         | 石田、極限の力！                   | Ishida, kyugen no chikara!                         | 9 août 2005           |
| [Chapitres 124-125-126] - Uryû est déterminé à venger son grand-père et utilise la technique Ransô Tengai pour pouvoir combattre même en étant gravement blessé. Il se remémore les paroles de son père qui n'avait pas foi envers les Quincys et qui n'adulait que l'argent, contrairement à son grand-père qui encourageait toujours Uryû. Le Quincy décide d'enlever son gant donné par son grand-père, ce qui augmente sa puissance mais qui lui fera perdre ses pouvoirs en contrepartie. Uryû devient alors extrêmement puissant et détruit le bras gauche de Mayuri. Ce dernier se met à rire et active son Bankai, Konjiki Ashizogi Jizô. Son Zanpakutô devient une immense chenille mécanique qui crache une fumée empoisonnée. Uryû la détruit avec une flèche surpuissante qui blesse Mayuri avec un énorme trou dans le corps. Vaincu, Mayuri se poignarde pour se liquéfier afin de se régénérer dans ses quartiers. Afin de contrer les effets du poison du Bankai de Mayuri, Nemu donne un antidote à Uryû pour le remercier de ne pas avoir tué son capitaine. Ayant perdu ses pouvoirs, Uryû monte tant bien que mal les marches du Senzaikyû avant de tomber sur le capitaine de la 9e division, Kaname Tôsen. Ce dernier libère son Zanpakutô, Suzumushi. |                                                                          |                                    |                                                    |                       |
| 45 | Surpasser les limites                                                    | 限界を越えろ！                     | Genkai wo koero!                                   | 16 août 2005          |
| [Chapitres 127-128] - Grâce au pouvoir de son Zanpakutô, Tôsen endort facilement Uryû et le capture. De son côté, après avoir écouté les explications de Yoruichi, Ichigo commence son entraînement. Pour atteindre le Bankai, il devra vaincre Zangetsu, l'esprit de son Zanpakutô grâce à une épée parmi les centaines qu'a invoqué Zangetsu. Dans les quartiers de la 4e division, le lieutenant Yasochika Iemura tient son journal et se demande pourquoi Kyôraku et Ukitake ont demandé que Ganju et Chad soient soignés. La vice-capitaine de la 4e division, Isane Kotetsu, félicite Hanatarô pour sa volonté tandis qu'Izuru, en prison et qui regrette d'avoir affronté Hinamori, reçoit la visite d'Ichimaru. De son côté, Ichigo est blessé par Zangetsu. Aramaki a quant à lui emmené Orihime auprès de Zaraki, qui est accompagné de Yachiru, Ikkaku et Yumichika. Zaraki a hâte d'affronter Ichigo de nouveau et se prépare au combat. Dans une cellule de la prison, Chad dit à Ganjû et Uryû qu'ils ont été soignés pour pouvoir être interrogés sur l'assassinat d'un capitaine (Aizen) tandis que Hinamori semble avoir pris une décision. |                                                                          |                                    |                                                    |                       |
| 46 | Les Archives authentiques ! L'École des Shinigami                        | 実録！死神の学校                   | Jitsuroku! Shinigami no gakkô                      | 23 août 2005          |
| [Chapitre - 17 (The Untold Stories)] - Tandis que Renji s'évade de sa cellule, Ichimaru délivre Izuru. Hinamori repense à Aizen avant de se souvenir de sa relation amicale avec Hitsugaya lorsqu'ils étaient enfants. Hinamori était élève à l'académie des Shinigamis. Un futur camarade d'Hinamori, Izuru, prie sur la tombe de ses parents avant d'aller à l'académie Shinigami pour la rentrée. Lors d'un entraînement, la puissance d'Hinamori se fait remarquer quand elle détruit une bonne moitié de sa cible avec une technique Kidô. Cependant, Izuru la surpasse en détruisant entièrement la cible. Quant à Renji, la technique lui explose en plein visage et le maître lui fait faire un cours de rattrapage. Si Izuru surpasse Renji en Kidô, il peine à bloquer ses attaques en cours de Kendô. Renji frappe Izuru au torse avec son sabre et le fait tomber. Leurs camarades accourent pour aider Izuru et traitent Renji de brute, qui s'en va en les ignorant. Plus tard, Izuru rejoint Renji dans la forêt et devient rapidement son ami. Les étudiants sont ensuite inspectés par Aizen et Ichimaru, vice-capitaine de la 5e division à l'époque. Hinamori admire le capitaine. Renji, accompagné d'Izuru et d'autres garçons rendent visite à Rukia, jalouse de Renji car sa classe part en mission tandis que celle de Rukia reste en cours. Plus tard, la classe de Renji va participer à un entraînement qui consiste à éliminer des faux hollows dans le monde réel. Ils seront encadrés par des étudiants de 6e année, Aoga, Shûhei Hisagi et Kanisawa. Renji les sous-estime car ils sont encore étudiants mais Izuru lui dit que Shûhei est extrêmement fort et est pressenti pour devenir vice-capitaine, voire capitaine. La classe se divise en groupes de 3 dont celui formé par Renji, Hinamori et Izuru. Dans le monde réel, l'équipe réussit sa mission mais soudain, les gardes sont assassinés par un hollow gigantesque. Ce dernier attaque les Shinigami, les étudiants de 1re année s'enfuient, les trois senpai l'affrontent mais Kanisawa se fait tuer. Aoga est également vaincu et Hisagi a été blessé à l'œil quand Renji, Izuru et Hinamori viennent l'aider. Alors qu'ils sont encerclés par des hollows, Aizen et Ichimaru les sauvent en éliminant les hollows. Hinamori admire Aizen qui félicite les 4 jeunes Shinigamis. De retour au présent, Hinamori est déterminée à venger Aizen : elle endort le garde de sa cellule avec un sort. |                                                                          |                                    |                                                    |                       |
| 47 | Les Vengeurs                                                             | 仇討つ者たち                       | Adautsu monotachi                                  | 30 août 2005          |
| [Chapitres 129-130-131] - Alors que Hinamori se met en route pour venger Aizen, Matsumoto se souvient du jour où Ichimaru l'a sauvée lorsqu'ils étaient enfants. Soudain, Kôkichirô Takezoe, 7e officier de la 10e division alerte Hitsugaya et Matsumoto de l'évasion d'Hinamori, Renji et Kira. Pendant ce temps, Ichigo est en mauvaise posture face à Zangetsu, sous les yeux inquiets de Yoruichi. Soudain, celle-ci interrompt l'entraînement pour marquer la fin de la journée. Ichigo se baigne dans une source d'eau chaude qui guérit les blessures. Yoruichi révèle qu'elle a créé l'endroit où il s'entraîne avec Urahara, ajoutant que celui-ci a été le capitaine de la 12e division ainsi que le premier président du Bureau de Développement Technique. Devant les quartiers de la 3e division, Ichimaru et Kira sont interpellés par Hitsugaya qui accuse le capitaine de vouloir tuer Hinamori quand cette dernière fait son apparition. Elle révèle ce que contenait la lettre écrite par Aizen : la condamnation de Rukia Kuchiki servirait à utiliser la lance d'exécution appelée Sokyôku, ce qui libérerait son pouvoir destructeur. Aizen a découvert que celui qui souhaite s'emparer de cette lance n'est autre qu'Hitsugaya et que celui-ci l'aurait tué pour le faire taire. Ce dernier est abasourdi et pense que la lettre a été falsifiée, jamais Aizen n'aurait demandé à un subordonné de finir sa mission. Hinamori, en pleurs, décide de tuer Hitsugaya qui esquive ses attaques avant de l'assommer. Le capitaine de la 10e division pense que Gin Ichimaru est le vrai coupable, se souvenant de la discussion qu'ont eu Gin et Aizen lors de la réunion des capitaines, au cours de laquelle Gin avait menacé Aizen. Voyant dans quel état est Hinamori, Tôshirô engage un duel contre Ichimaru. |                                                                          |                                    |                                                    |                       |
| 48 | Hitsugaya hurle !                                                        | 日番谷、吼える！                   | Hitsugaya, hoeru!                                  | 6 septembre 2005      |
| [Chapitres 132-133] - Hitsugaya ordonne à Izuru de partir car il ne voudrait pas qu'il soit blessé dans son combat contre Gin, qu'il accuse du meurtre d'Aizen. Les deux capitaines libèrent leur puissante énergie et s'affrontent dans un combat acharné. Tôshirô libère son Zanpakutô, Hyôrinmaru, qui crée un puissant dragon de glace. Il paralyse Izuru dans de la glace puis congèle le bras gauche de Gin. Mais ce dernier n'en est pas affecté puisqu'il utilise son Zanpakutô, Shinsô. Tôshirô réussit à esquiver mais la lame de Shinsô s'allonge et risque de tuer Hinamori, gisant au sol. Matsumoto intervient et bloque l'attaque de Gin, qui préfère partir. Plus tard, la nouvelle tombe : Rukia sera exécutée le lendemain, à midi. Hitsugaya décide d'aller voir le Central 46 pour sauver Rukia et faire échouer le plan du vol du Sokyôku. De son côté, Ichigo progresse mais ne parvient toujours pas à vaincre Zangetsu. Soudain, un trou se crée dans la falaise. Renji a senti l'énergie d'Ichigo et veut s'entraîner aussi et informe Ichigo, Zangetsu et Yoruichi que Rukia va être mise à mort plus tôt que prévu. Renji s'allie officiellement avec Ichigo et fait apparaître l'esprit de Zabimaru pour maîtriser le Bankai. De son côté, Ichigo promet de maîtriser le Bankai en moins de temps que prévu afin d'arriver à temps pour sauver Rukia. Celle-ci repense à une nuit pluvieuse, où elle pleurait, tenant entre ses bras le cadavre du frère de Ganju, Kaien Shiba. |                                                                          |                                    |                                                    |                       |
| 49 | Le Cauchemar de Rukia                                                    | ルキアの悪夢                       | Rukia no akumu                                     | 13 septembre 2005     |
| [Chapitres 134-135-136] - Rukia, dans sa cellule, repense à son ancien vice-capitaine, Kaien Shiba. Comme elle a été adoptée par les Kuchiki, elle n'a pas eu besoin de passer un examen d'entrée pour faire partie du Gotei 13. Alors qu'elle entend des Shinigamis la dénigrer, ces derniers sont mis en fuite par Kaien Shiba, le vice-capitaine de la 13e division dans laquelle est intégrée Rukia. Très vite, Kaien et Rukia entretiennent une relation amicale. Kaien Shiba était noble et fort, ses coéquipiers l'admiraient. Sa femme Miyako était le lieutenant de la division et une experte en soins. Après avoir été soignée par Miyako, Rukia souhaitait lui ressembler. Un soir, Miyako et d'autres Shinigamis partent en mission dangereuse. Plus tard, le capitaine Ukitake, Kaien, et Rukia apprennent de Sentarô que les Shinigamis partis en mission se sont fait tuer et que Miyako est la seule survivante, bien que gravement blessée. Plus tard dans la nuit, Miyako se lève et commence à tuer ses camarades. Ukitake et Rukia la surprennent avant que l'arrivée de Kaien ne la fasse fuir. Kaien la poursuit, suivi d'Ukitake et Rukia. Dans une forêt sinistre, Kaien découvre les vêtements et le Zanpakutô de sa femme. Il se retrouve alors face au Hollow qui a tué ses subordonnés et parasité le corps de sa femme, Metastacia. Kaien l'affronte sous les yeux d'Ukitake et Rukia. Cette dernière veut intervenir mais Jûshirô l'en empêche car Kaien veut combattre seul afin de sauver son honneur. Malheureusement, Metastacia dissout le Zanpakutô de Kaien avant de parasiter le corps du vice-capitaine. Ce dernier n'est plus qu'une marionnette contrôlée par le Hollow. Ukitake ordonne à Rukia de fuir pendant qu'il combat Metastacia. Mais le capitaine se fait rattraper par la maladie et est incapable de poursuivre Metastacia, qui en profite pour s'en prendre à Rukia. Celle-ci transperce le corps de Kaien par réflexe avec son Zanpakutô. Alors que Rukia se sent coupable d'avoir tué son vice-capitaine, Kaien la remercie de l'avoir libéré du Hollow. Toujours hantée par ces événements, Rukia accepte d'être condamnée à mort. Pendant ce temps, Ukitake tente de convaincre Byakuya de sauver Rukia, en vain. |                                                                          |                                    |                                                    |                       |
| 50 | L'Éveil du lion                                                          | よみがえる獅子                     | Yomigaru shishi                                    | 20 septembre 2005     |
| Kon en a marre d'être et toujours pris pour une simple peluche par Yuzu, la sœur d'Ichigo. Il décide de s'enfuir mais Don'Kanonji lui propose de devenir un héros de sa bande des Karakura. Don'Kanonji, Yuzu, Jinta, Ururu et Kon se faisant passer pour les « Karakura King » vont affronter un Hollow ressemblant à un mille-pattes géant. Le Hollow femelle amoureuse de Kon est finalement vaincu par la bande. Note : Cet épisode est un filler. |                                                                          |                                    |                                                    |                       |
| 51 | Le Jour du jugement                                                      | 処刑の朝                           | Shokei no asa                                      | 27 septembre 2005     |
| [Chapitres 137-138-139] - Rukia se fait emmener au lieu de son exécution. Pendant ce temps, Kenpachi Zaraki, accompagné d'Orihime et ses subordonnés, libère Chad, Uryû et Ganju. Les autres capitaines se préparent pour l'exécution. Le groupe de Zaraki est apparemment perdu à cause du mauvais sens de l'orientation de Yachiru, qui commence à se disputer avec Ikkaku. Mais leur dispute est interrompue par les capitaines Komamura et Tôsen, accompagnés de leurs vice-capitaines Iba et Hisagi. Tandis que Yachiru et Aramaki se chargent de guider Orihime, Chad, Uryû et Ganju vers le lieu d'exécution, Kenpachi défie Komamura et Tôsen pendant qu'Ikkaku et Yumichika défient respectivement Iba et Hisagi. Kenpachi n'a aucun mal à contrer leurs attaques combinées, ce qui choque les deux capitaines. Pendant ce temps, Renji a fini son entraînement et part sauver Rukia tandis qu'Ichigo, couvert de sang, est toujours motivé pour affronter Zangetsu. |                                                                          |                                    |                                                    |                       |
| 52 | Renji, le serment de l'âme ! Rencontre mortelle avec Byakuya             | 恋次、魂の誓い！白哉との死闘       | Renji, tamashii no chikai! Byakuya to no shitou    | 4 octobre 2005        |
| [Chapitres 140-141-142-143-144] - Renji bat facilement les soldats de la 6e division avant de se retrouver confronté à Byakuya, bien décidé à lui barrer la route. Déterminé à vaincre son capitaine et à sauver Rukia, Renji libère son Bankai, Hihiô Zabimaru. Esquivant d'abord les attaques de son vice-capitaine, Byakuya utilise un sort pour déstabiliser le Bankai avant de paralyser Renji avec un autre sort. Il libère alors son Bankai, Senbonzakura Kageyoshi, qui engloutit Renji sous un déluge de lames. Gravement blessé, Renji gît aux pieds de Byakuya qui le félicite d'avoir autant résisté. Renji pense à Ichigo et parvient à se relever, chargeant sur Byakuya. Malheureusement, la lame de son Zanpakutô se brise sans faire de dommages à son capitaine. Ce dernier enlève son écharpe et recouvre le corps de Renji avec. Au Senzaikyû, Rukia ressent la mort proche de Renji quand Gin Ichimaru lui rend visite. |                                                                          |                                    |                                                    |                       |
| 53 | La Tentation d'Ichimaru Gin. La Résolution de destruction                | 市丸ギンの誘惑、崩された覚悟       | Ichimaru Gin no yuuwake, kuzusareta kakugo         | 4 octobre 2005        |
| [Chapitres 145-146-147-148-149] - Gin Ichimaru propose à Rukia de la sauver avant d'avouer que c'était une blague. Rukia perd donc son sentiment d'espoir. De son côté, Kenpachi Zaraki domine son combat contre Komamura et Tôsen. Ce dernier décide de libérer son Bankai, Suzumushi Tsuishiki: Enma Korogi. Il s'enferme avec Kenpachi sous un dôme d'énergie à l'intérieur duquel Kenpachi ne peut plus voir, ni entendre, ni ressentir l'énergie. Tôsen étant aveugle, il est avantagé par ce milieu et commence à blesser Kenpachi. Mais ce dernier ne se laisse pas abattre et commence à riposter. De son côté, Hisagi domine largement son duel contre Yumichika quand il voit que son capitaine utilise son Bankai. Yumichika révèle à Hisagi que son rang de 5e officier n'est dû qu'à son mépris du chiffre 4 et qu'il est en réalité le plus puissant de sa division après Ikkaku. Il lui révèle aussi qu'il dissimule le véritable pouvoir de son Zanpakutô car il est de type Kidô, ce qui le ferait passer pour un lâche si les autres membres de la 11e division l'apprenaient. Libérant le vrai pouvoir de son Zanpakutô, il demande à Shûhei de ne rien dire à Ikkaku, ni à Kenpachi. De son côté, Renji est soigné par Hanatarô et comprend que la capitaine de la 4e division, Unohana, l'a soigné avant que Hanataro arrive, ce qui explique qu'il soit si vite hors de danger. De son côté, Kenpachi Zaraki se laisse transpercer par Tôsen puis attrape son Zanpakutô. En effet, celui qui est en contact avec le sabre de Tôsen n'est pas affecté par la technique. Tôsen se fait finalement vaincre par le capitaine de la 11e division. Le Bankai de Tôsen s'annule et Zaraki s'apprête à achever Tôsen quand Komamura s'interpose. Zaraki détruit le casque du capitaine de la 7e division, ce qui dévoile son visage de loup-garou. Komamura active alors son Bankai, Kokujô Tengen Myôô, qui fait apparaître un guerrier géant. Sur les lieux de l'exécution sont rassemblés le capitaine général, Yamamoto, et son vice-capitaine, ainsi que Soi Fon, Kyôraku, leurs vice-capitaines, et Isane Kotetsu. Yamamoto demande à Rukia si elle a une dernière volonté. La capitaine de la 2e division, Soi Fon, s'étonne de l'absence de plusieurs capitaines quand arrive Byakuya, qui ignore froidement le regard de sa sœur. |                                                                          |                                    |                                                    |                       |
| 54 | Un serment accompli ! Récupérer Rukia !                                  | 果たされる誓い！ルキア奪還なるか！ | Hatasareru chikai! Rukia dakkan naruka!            | 18 octobre 2005       |
| [Chapitres 149-150-151-152] - Byakuya arrive au lieu de l'exécution tandis que Yamamoto accorde à Rukia la promesse de laisser les âmes errantes repartir dans le monde réel. Le Sôkyôku est finalement libéré, qui crée une gigantesque libération d'énergie remarqué par Kenpachi et Komamura, en plein duel. Ukitake, déterminé à sauver Rukia, a levé le sceau d'une arme spécifique et s'apprête à détruire le Sôkyoku, accompagné de Sentarô et Kiyone. Yachiru, qui guide les amis d'Ichigo et Aramaki, prend de l'avance sur le groupe. Rukia lévite et est prête à être exécutée, Nanao est inquiète. Le Sôkyôku se transforme : il devient un gigantesque oiseau de feu. Alors que Rukia se prépare à mourir, Ichigo intervient et bloque le Sôkyôku avec son Zanpakutô. Rukia ne veut pas être sauvée et ordonne à Ichigo de fuir mais rien n'y fait. Soudain, Ukitake détruit le Sôkyôku à la surprise générale, protégé par Kyôraku. Profitant du chaos engendré, Ichigo libère Rukia en détruisant l'échafaud et dit que même si Rukia ne veut pas être sauvée, il la sauvera quand même car elle l'a un jour sauvé et veut la ramener chez lui en compagnie d'Uryû, d'Orihime et de Chad. Ichigo remarque l'arrivée de Renji et lui lance Rukia pour qu'il la mette à l'abri. Soi Fon hurle aux vice-capitaines de se lancer à la poursuite de Renji mais Ichigo couvre sa fuite en les battant facilement. Byakuya fonce sur Ichigo, qui pare sa première attaque et est prêt à l'affronter. |                                                                          |                                    |                                                    |                       |
| 55 | Le Shinigami le plus fort ! L'Ultime Confrontation entre maître et élève | 最強の死神！究極の師弟対決         | Saikyou no Shinigami! Kyuukyoku no shitei taiketsu | 25 octobre 2005       |
| [Chapitres 153-154-155] - Pendant qu'Ichigo affronte Byakuya, Rukia apprend de Renji qu'Ichigo fait tout pour la sauver car elle compte beaucoup pour lui, elle qui s'imaginait avoir changé la vie d'Ichigo en enfer. Sur le terrain d'exécution, Kiyone veut venir en aide à sa sœur Isane, vaincue par Ichigo, quand Sentarô Kotsubaki se fait envoyer valser par Soi Fon. Ukitake compte arrêter la capitaine de la 2e division quand Yamamoto intervient, prêt à punir les deux capitaines pour leur trahison. Kyôraku, qui comprend la gravité de la situation, emmène Ukitake et Nanao avec lui. Pendant ce temps, Soi Fon torture Kiyone mais est soudainement projetée par Yoruichi. Unohana a ensuite emmené les blessés du lieu d'exécution à l'hôpital de la 4e division et ordonne à Isane de la suivre car elle a une intuition. Kyôraku emmène Ukitake et Nanao sur un terrain dévasté et s'apprêtent à affronter le redoutable capitaine général. Nanao est paralysée rien qu'en croisant le regard du vieux Shinigami et Kyôraku la met à l'abri, loin du combat, avant de revenir aussitôt. Yamamoto narre les exploits de Kyôraku et Ukitake qu'ils considère comme ses fils, deux génies qui sont les premiers Shinigamis promus de l'académie à être devenu capitaines. La canne de Yamamoto se désagrège et laisse apparaître son Zanpakutô. Le capitaine général libère finalement son Zanpakutô, Ryûjin Jakka. |                                                                          |                                    |                                                    |                       |
| 56 | Bataille supersonique ! Déterminer la déesse de la chevalerie !          | 超速の戦い！武の女神、決す         | Chousoku no tatakai! Bu no megami, kessu           | 1er novembre 2005     |
| [Chapitres 154-156-157-158] - Yamamoto libère son Zanpakutô, Ryûjin Jakka, sous les yeux terrifiés de Kyôraku et Ukitake. Les forçant à combattre sérieusement, les deux capitaines libèrent également leurs Zanpakutô ; Sôgyo no Kotowari pour Ukitake et Katen Kyôtotsu pour Kyôraku. Le combat commence. Pendant ce temps, Yumichika est tout joyeux d'avoir gagné son duel sans égratignure, au plus grand étonnement de Kenpachi, blasé après que Komamura ait finalement fui leur duel. Hisagi est vidé de son énergie spirituelle et remarque que Yamamoto est en train de se battre. Au Rukongai, Jidanbô est enfin guéri grâce aux soins d'âmes de villageois et au pouvoir d'Orihime. Kûkaku Shiba intervient et lui propose de l'accompagner. Pendant ce temps, Yoruichi affronte Soi Fon. Elles font une pause pour se moquer l'une de l'autre, Soi Fon appelle ses subordonnés en renfort mais Yoruichi s'en débarrasse en quelques secondes. Le combat entre les deux femmes commence et Soi Fon prend l'avantage avec son Zanpakutô, Suzumebachi. Son pouvoir lui permet de tuer un adversaire en le piquant deux fois au même endroit. Yoruichi est touchée plusieurs fois à différents endroits mais parvient à résister. Voulant démontrer sa supériorité, Soi Fon dévoile la dernière technique qu'elle a créée, affirmant qu'elle n'a pas encore de nom. Yoruichi la contredit, cette technique se nomme Shunko et n'est pas une création de Soi Fon car Yoruichi en fait la démonstration. |                                                                          |                                    |                                                    |                       |
| 57 | Mille fleurs de cerisier écrasées ! Zangetsu passe à travers le ciel     | 千本桜、粉砕！天を衝く斬月         | Senbonzakura, funsai! Ten wo tsuku zangetsu        | 8 novembre 2005       |
| [Chapitres 159-160-161] - Yoruichi utilise la technique Shunko ce qui crée une puissante décharge d'énergie spirituelle. Très rapidement, elle bloque l'arme de Soi Fon. Cette dernière, furieuse, repense aux moments qu'elle a eu avec Yoruichi. Lorsqu'elle était toute petite, elle était destinée à protéger la cheffe de l'Onmitsukidô, Yoruichi Shihôin. Le clan de Soi Fon est un clan de combattants. Soi Fon était déjà très forte et Yoruichi lui proposa d'être membre de sa garde. Soi Fon accepte et bien que ses marques de politesse gênent un peu Yoruichi, un lien se crée entre elles. Soi Fon commence à admirer cette jeune femme qui refuse d'être appelée commandante ou maître. Yoruichi la rassurait, l'aidait contre les Hollows, lui faisait des compliments et lui apprenait à bien s'entraîner. Mais toute cette admiration a pris fin le jour où Soi Fon a découvert la trahison de Yoruichi. Depuis ce jour, elle la hait, elle qui avait donné sa vie pour la protéger. Soi Fon fonce sur Yoruichi qui bloque son attaque. Soi Fon s'écroule et pleure, demandant à Yoruichi pourquoi elle ne l'a pas emmenée avec elle. Non loin de là, Ikkaku et Iba sont assis dans une forêt et boivent du saké. Mais lorsque la bouteille de saké est vide, les deux Shinigamis jouent à Pierre-Feuille-Ciseaux pour savoir qui doit payer une nouvelle bouteille. Finalement, le combat reprend entre les deux hommes et le perdant devra ramener le saké. Sur le terrain d'exécution, le combat fait rage entre Byakuya et Ichigo. Ce dernier utilise la technique que lui a appris Zangetsu : une puissante vague d'énergie spirituelle concentrée dans la lame puis relâchée, ce qui produit un effet dévastateur. Son nom : Getsuga Tenshô. |                                                                          |                                    |                                                    |                       |
| 58 | Décachetez ! La Lame noire, la puissance miraculeuse                     | 開放！黒き刃、奇跡の力             | Kaigai! Kuroki yaiba, kiseki no chikara            | 15 novembre 2005      |
| [Chapitres 161-162-163] - Après avoir blessé Byakuya, Ichigo l'incite à libérer son Bankai. Le capitaine de la 6e division ne se fait pas prier et libère son Bankai, Senbonzakura Kageyoshi. Les multiples lames poursuivent Ichigo dans les airs et celui-ci est incapable d'atteindre Byakuya, avant d'être finalement submergé par un déluge de lames. Acculé, Ichigo dévoile à Byakuya qu'il a atteint le Bankai et le libère. La libération se fait remarquer dans tout le Seireitei et Ichigo présente son Bankai, Tensa Zangetsu. Méprisant initialement le jeune shinigami, Byakuya est surpris par la vitesse d'Ichigo qui parvient à surpasser celle de ses attaques. Finalement, Byakuya est blessé de nouveau et celui-ci se met en colère et déploie toute sa puissance. Pendant ce temps, Hinamori s'est enfuie de sa chambre quand Hitsugaya et Matsumoto sont en route pour rencontrer le Central 46. Aramaki et les amis d'Ichigo montent pour aller au terrain d'exécution. |                                                                          |                                    |                                                    |                       |
| 59 | Conclusion du match mortel. Fierté blanche et désir noir                 | 死闘決着！白き誇りと黒き想い       | Shitou kecchaku! Shiroki hokori to kuroki omoi     | 22 novembre 2005      |
| [Chapitres 164-165-166-167] - Dans une forêt, les amis d'Ichigo retrouvent Yachiru. Le combat continue, Byakuya libère la deuxième forme de son Bankai, Senkei. Ichigo et lui sont enfermés dans un dôme d'énergie spirituelle sombre avec des centaines d'épées que Byakuya peut saisir pour attaquer. Ichigo se fait facilement dominer et un masque de Hollow apparaît sur son visage, prenant possession du corps de celui-ci. Il méprise Ichigo et blesse gravement Byakuya. Avec peine, Ichigo reprend conscience, arrache le masque de Hollow et c'est à bout de force qu'il fait face à Byakuya. Ichigo veut savoir pourquoi Byakuya veut tuer Rukia, le capitaine promet de lui répondre s'il le bat. Après une ultime attaque, les deux Shinigamis sont blessés. Ichigo s'appuie sur son Zanpakutô et Byakuya explique à Ichigo pourquoi il veut tuer Rukia : famille ou non, les lois sont là pour être respectées selon lui. Une famille noble comme les Kuchiki se doit de respecter les lois pour montrer l'exemple. Ichigo lui crie qu'il veut combattre ces lois. Byakuya s'aperçoit alors qu'Ichigo n'est pas son ennemi, il abandonne le combat et part. Orihime, Chad, Uryû et Ganju accompagnés de Yachiru et d'Aramaki retrouvent enfin Ichigo qui s'écroule mais qui reste conscient. De son côté, Hitsugaya et Matsumoto arrivent au Central 46 mais sont choqués par ce qu'ils trouvent. |                                                                          |                                    |                                                    |                       |
| 60 | Réalité du désespoir, le poignard de l'assassin est brandi               | 絶望の真実、振り下ろされた凶刃     | Zetsubou no Shinjitsu, Furiorosareta Kyoujin       | 6 décembre 2005       |
| [Chapitres 168-169-170-171] - Hitsugaya et Matsumoto découvrent que tous les membres du Central 46 ont été assassinés. Ils voient Kira quitter les lieux et se lancent à sa poursuite. Izuru conseille à Tôshirô de veiller sur Hinamori, qui les a suivis. En effet, elle est une experte en Kidô et n'a eu aucun problème à franchir la barrière de protection qu'a créé Tôshirô dans sa chambre. Le jeune capitaine repart au Central 46 tandis qu'Izuru affronte Rangiku. Il libère son Zanpakutô, Wabisuke, qui multiplie par deux le poids de ce qu'il touche à chaque impact. Le Zanpakutô de Rangiku atteint rapidement les 100 kilos à cause des coups de Wabisuke. Mais la jeune femme n'en est pas handicapée puisqu'elle libère son Zanpakutô, Haineko, qui transforme la lame en cendres. Pendant ce temps, Hinamori est arrivée au Central 46 et remarque le massacre. Ichimaru l'invite alors à le suivre. Elle découvre qu'Aizen est toujours en vie. Soulagée, Hinamori le prend dans ses bras et Aizen semble la réconforter jusqu'à ce qu'il la transperce avec son sabre. Il ordonne à Gin de le suivre. En sortant de la pièce, il retrouve Hitsugaya, surpris de le voir vivant. Voyant qu'Aizen a blessé fatalement Hinamori et que celui-ci ironise sur la situation, Hitsugaya entre dans une colère noire et libère son Bankai, Daiguren Hyôrinmaru, afin de venger sa sœur adoptive qui vient d'être trahie par l'homme qu'elle admirait. Hitsugaya est cependant vaincu d'une seule attaque par Aizen et s'écroule sous les yeux d'Unohana, guère surprise de voir celui-ci. Unohana avait détecté une anomalie sur son cadavre et le chaos ambiant des derniers événements n'ont fait que renforcer ses doutes. Aizen lui révèle le véritable pouvoir de son Zanpakutô, Kyôka Suigetsu, qui peut hypnotiser l'adversaire et l'enfermer dans des illusions parfaites. À travers la discussion, Unohana comprend que Tôsen est son allié car celui-ci est insensible au pouvoir de Kyôka Suigetsu. Tôsen barre la route à Renji et Rukia avant de les transporter sur la colline du Sôkyoku. Gin se téléporte avec Aizen au même endroit. Aizen demande à Renji de poser Rukia et de partir. |                                                                          |                                    |                                                    |                       |
| 61 | Aizen vivant ! Horribles ambitions                                       | 藍染、立つ！恐るべき野望           | Aizen, Tatsu! Okorubeki Yabou                      | 13 décembre 2005      |
| [Chapitres 172-173-174-175] - Renji et Rukia sont téléportés sur le terrain d'exécution. Ils font face à Aizen, Ichimaru et Tôsen, les capitaines renégats. Isane, sur ordre d'Unohana, prévient les Shinigamis et les âmes errantes qu'Aizen est en vie, qu'il a assassiné les membres du Central 46 et a trahi le Gotei 13 avec Ichimaru et Tôsen. Yamamoto, Kyôraku et Ukitake arrêtent de se battre. Mayuri Kurotsuchi, qui s'est finalement régénéré de son combat contre Uryû, se désintéresse de la nouvelle. Renji peine à résister aux attaques d'Aizen quand Ichigo refait son apparition. Ce dernier est prêt à aider Renji. Aizen survit à l'attaque de Renji puis bloque le Bankai d'Ichigo avec un seul doigt. Aizen blesse gravement Ichigo puis Renji avant de s'emparer de Rukia, pétrifiée à cause de la puissante énergie spirituelle du capitaine de la 5e division. Aizen explique à Ichigo qu'il savait que lui et ses amis allaient s'infiltrer dans le Seireitei grâce au canon de Kûkaku Shiba. Il révèle alors son plan : devenir un être à la fois Shinigami et Hollow. Pour cela, il a besoin du Hôgyoku, la perle de destruction, créée par Kisuke Urahara. Ce dernier l'a cachée dans l'âme de Rukia. En organisant l'exécution de Rukia, Aizen espérait récupérer le Hôgyoku à la mort de la Shinigami. La discussion est interrompue par Komamura qui attaque Aizen. |                                                                          |                                    |                                                    |                       |
| 62 | Rassemblement ! La Plus Forte Organisation de Shinigamis                 | 集結せよ！最強の死神集団           | Shuuketsuseyo! Saikyou no Shinigami Shuudan        | 20 décembre 2005      |
| [Chapitres 176-177-178-179] - Aizen a bloqué l'attaque de Komamura. Ce dernier se remémore sa première rencontre avec Kaname Tôsen. Il se souvient de la première fois où il a rencontré Aizen, ce dernier voulant rencontrer Komamura car Tôsen lui en a parlé. Il se souvient également qu'ils se recueillaient sur la tombe de l'amie de Tôsen. Komamura est piégé par le pouvoir du Zanpakutô d'Aizen : il croit qu'Aizen est à côté de Tôsen alors qu'en fait, il est juste devant lui et profite pour utiliser le Hadô 90 - Kurohitsugi (Le cercueil noir). Komamura en ressort couvert de blessures et s'écroule. Soudain, les amis d'Ichigo arrivent sur les lieux. Ichimaru libère son énergie spirituelle et les paralyse aisément. Aizen continue de raconter son plan à Rukia : il a utilisé Kyôka Suigetsu pour pouvoir tuer les membres du Central 46 sans que cela ne se voie. Il a ensuite placé les corps de façon que l'on croit qu'ils étaient en réunion lors du massacre. Il a envoyé Byakuya et Renji chercher Rukia dans le monde humain et a profité de l'agitation causée par les âmes errantes pour pouvoir agir sans se faire remarquer. Il active un sort et transperce Rukia. Il arrache le Hôgyoku de son corps puis ordonne à Gin de l'achever. Contre toute attente, Byakuya sauve Rukia en se faisant transpercer par la lame de Gin. Jidanbô et Kûkaku arrivent par les airs et attaquent Aizen. Ce dernier esquive mais se fait maîtriser par Yoruichi et Soi Fon. Gin se fait maîtriser par Rangiku et Tôsen par Shûhei. Les autres capitaines et vice-capitaines arrivent. Soudain, le ciel se fait déchirer par des Menos Grande et des colonnes de lumière font léviter Aizen, Gin et Tôsen. Selon Yamamoto, les Hollows s'en servent pour fuir et une fois qu'ils sont dans la colonne de lumière, rien ne peut les arrêter. Komamura, couvert de sang, se relève et tente de raisonner Tôsen, sans succès. Aizen détruit ses lunettes et se recoiffe pour montrer son nouveau visage, avant de se retirer. Le crépuscule tombe, Iemura ordonne à ses unités d'aller soigner les blessés. Pendant qu'Orihime soigne Ichigo, Unohana arrive pour sauver Byakuya qui raconte la vérité à Rukia : elle est la sœur d'Hisana, la femme de Byakuya aujourd'hui décédée. Morte dans le monde des humains, Hisana a été envoyée au Rukongai avec sa sœur Rukia, encore bébé. Incapable de s'en occuper, elle abandonna Rukia. Quelques années plus tard, elle rencontra Byakuya et se maria avec lui. Elle mourra de maladie, cinq ans après leur mariage. Avant de mourir, Hisana demanda à Byakuya d'adopter sa sœur Rukia et de ne jamais lui dire qu'elle l'a un jour abandonnée. Byakuya demande ainsi pardon à Rukia et remercie Ichigo de lui avoir fait comprendre qu'il est possible d'affronter les lois de la Soul Society. |                                                                          |                                    |                                                    |                       |
| 63 | La Décision de Rukia, les sentiments d'Ichigo                            | ルキアの決意、一護の想い           | Rukia no ketsui, Ichigo no omoi                    | 10 janvier 2006       |
| [Chapitres 180-181-182] - À l'hôpital de la 4e division, deux membres de la 11e division insultent des membres de cette division mais s'excusent et s'enfuient lorsque la capitaine Unohana arrive. Dans un dojo de la 11e division, Ichigo s'apprête à défier Ikkaku mais fuit quand il voit Kenpachi arriver. Alors que Tetsuzaemon parle avec Yumichika, Shûhei rejoint Komamura et les deux espèrent que Tôsen reviendra un jour. Rangiku, pensant à Gin, est rejointe par Tôshirô et Izuru. Rangiku et Izuru, ivres, se réconcilient. Tôshirô ne sent pas capable de parler à Hinamori, alitée, comme le voudrait Unohana. Le lendemain, Uryû présente à Orihime et Chad les vêtements qu'il a cousu pour eux. Orihime cherche Rukia pour lui donner la robe qu'Uryû lui a cousue. Avec Ichigo, elle la cherche partout. Byakuya demande à Renji pourquoi il est venu à son chevet. Renji lui avoue son désir de vouloir le surpasser. Ichigo et Orihime leur demandent par la fenêtre où se trouve Rukia. Le soir, Kûkaku et Ganju reçoivent la visite de Rukia. Rukia veut présenter ses excuses mais celle-ci l'a pardonnée depuis longtemps, le capitaine Ukitake lui ayant dit la vérité sur ce qu'il s'est réellement passé. À l'arrivée d'Ichigo, Rukia lui annonce qu'elle reste chez les Shinigamis. Dans la nuit, un banquet chez Kûkaku réunit des membres du Rukongai, Kûkaku, Ganju, les gardes de Kûkaku, Rukia, Ichigo et Orihime. Le lendemain, les Shinigamis ont préparé le Senkaimon pour qu'Ichigo et ses amis puissent rentrer chez eux. Ukitake remet à Ichigo un badge qui l'autorise à être un Shinigami remplaçant. De son côté, Kenpachi pense qu'Ichigo va revenir et ainsi il pourra l'affronter. Ichigo et ses amis rentrent au monde humain et sont récupérés par Kisuke, Tessai, Jinta et Ururu sur un tapis volant. Kisuke s'excuse auprès d'Ichigo de lui avoir menti afin d'éviter qu'il ne fuit. Note : Cet épisode clôture l'arc majeur « Sauvetage de Rukia ». |                                                                          |                                    |                                                    |                       |